# Pierre-Joseph Pelletier

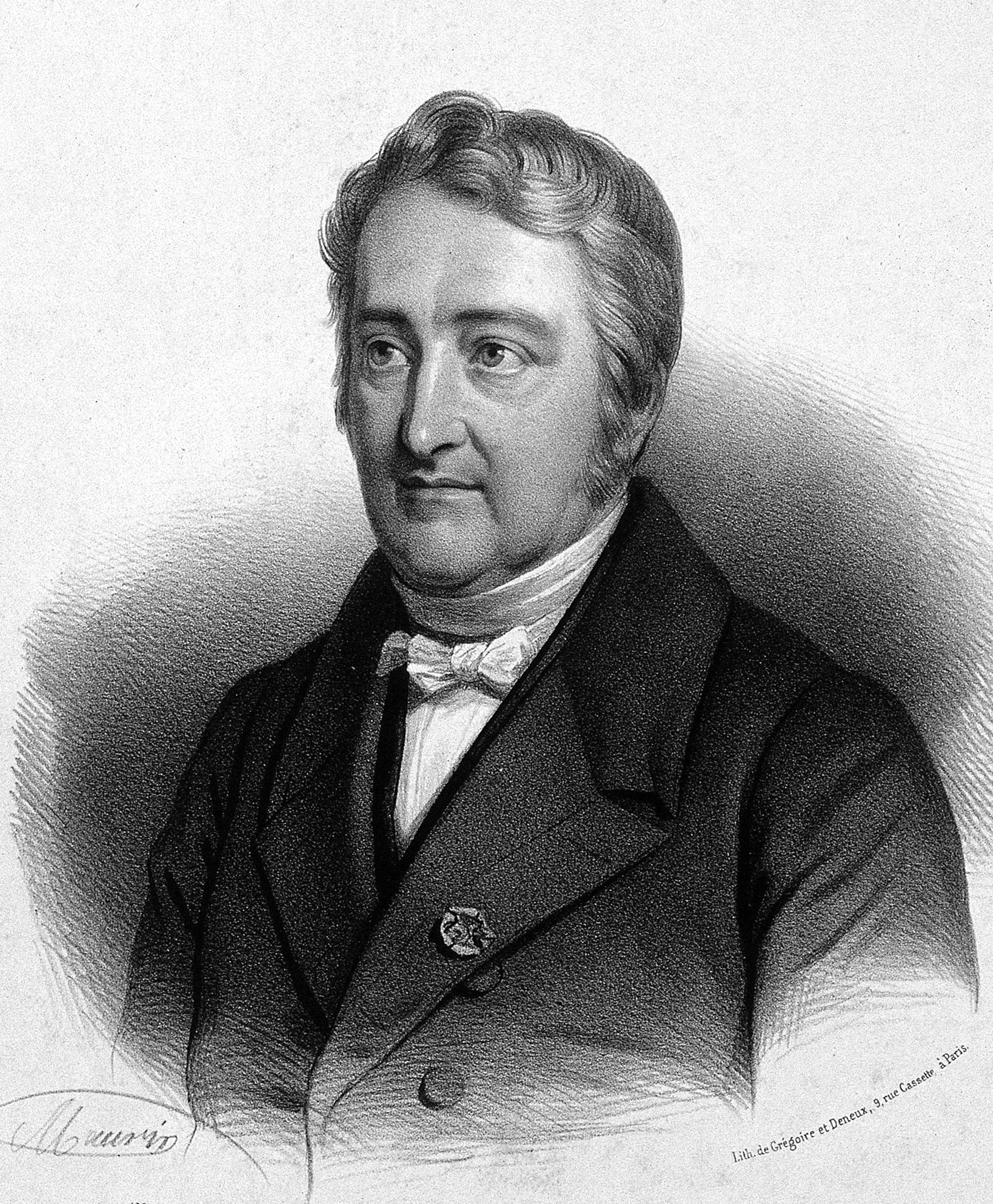
Pierre-Joseph Pelletier

Pierre-Joseph Pelletier (* 22. März 1788 in Paris; † 20. Juli 1842 ebenda) war ein französischer Chemiker und Pharmazeut, der sich als einer der ersten mit der Erforschung der bei Heilpflanzen wirksamen Wirkstoffe beschäftigte. Sein offizielles botanisches Autorenkürzel lautet „Pellet.“   

## Leben und Wirken
Pierre-Joseph Pelletier war der Sohn des französischen Apothekers und Chemikers Bertrand Pelletier (1761–1797) und seiner Frau Marguerite Sédillot, einer Schwester des französischen Chirurgen Jean Sédillot (1757–1840). Pelletier studierte bis 1810 Pharmazie in Paris, wobei er schon als Student Preise gewann, und war ab 1815 Professor für Naturwissenschaften an der École Superieure de Pharmacie, zunächst als Assistent des Lehrstuhlinhabers Pierre-Jean Robiquet und später dessen Nachfolger. Ab 1832 war er deren Direktor. Als Besitzer einer Apotheke in der Rue Jacob (die vorher Hilaire-Marin Rouelle gehörte) war er finanziell unabhängig.
Pelletier war ein Pionier in der Entdeckung und Erforschung von Alkaloiden.
In seiner Doktorarbeit beschäftigte sich Pelletier mit Opopanax, einem pflanzlichen Harz, das aus der zu den Doldengewächse gehörenden Opopanax chironium (früher Pastinaca opopanax) gewonnen wird und damals als Heilmittel verwendet wurde. Pelletier beschäftigte sich anschließend mit den Wirkstoffen des Opiums und bestimmte die Summenformel des von Friedrich Sertürner 1804 (sowie von Armand Séguin und Bernard Courtois) entdeckten Morphins. Gemeinsam mit seinem Kollegen Joseph Bienaimé Caventou isolierte er 1817 die grün-färbende Blättersubstanz und bezeichnete diese als Chlorophyll. Aus der Ignatius-Brechnuss isolierten sie 1818 den Wirkstoff Strychnin und wenige Zeit später aus der Gewöhnlichen Brechnuss den Wirkstoff Brucin (1819), die beide hochgiftig sind. Außerdem isolierten sie 1821 Coffein (wie zuvor schon Friedlieb Ferdinand Runge aber unabhängig von diesem mit Pierre-Jean Robiquet) und Veratrin (aus der Nieswurz, wie schon Carl Friedrich Wilhelm Meißner) und befassten sich mit Cholesterin und der Wirkung von Salpetersäure auf Gallensäure. Mit dem französischen Physiologen und Pharmakologen François Magendie isolierten sie im Jahre 1817 aus der Ipecacuanhawurzel das Emetin (ein Brechmittel) und Pelletier isolierte die Crotonsäure.
Die wahrscheinlich wichtigste Leistung der beiden war neben der Entdeckung des Chlorophylls die Isolierung des Chinins im Jahre 1820. Auf Pelletier und Caventou geht die industrielle Chininproduktion zurück. Er baute dazu eine Fabrik im französischen Neuilly, in der aus Südamerika kommende Chinarinde verarbeitet wurde. Für ihre Leistung erhielten Pelletier und Caventou eine mit 10.000 Francs dotierte Auszeichnung der Académie des Sciences und ein Denkmal auf dem Boulevard St. Michel in Paris erinnert an beide. Weitere Naturstoffe, die er isolierte waren 1829 Curare und Piperin – das aber schon Hans Christian Ørsted fand – und Narcein (das schon Charles Derosne fand). Er isolierte 1837 Toluol erstmals aus Gas, das von der Rinde der See-Kiefer (damals Pinus maritima) emittiert wird.
Seit der Gründung 1820 war er Mitglied der Académie de Médecine und ab 1840 der Académie des Sciences.

## Ehrungen
Ihm zu Ehren wurde die Gattung Pelletiera A.St.-Hil. aus der Pflanzenfamilie der Primelgewächse (Primulaceae) benannt. Nach Burkhardt ist diese Gattung aber nicht ihm zu Ehren benannt, sondern für Jacques Martial Pelletier-Sautelet (1778–1870).

## Schriften (Auswahl)
- Analyse de l’opopanax. In: Annales de Chimie, ou Recueil de Mémoires concernant la Chimie… Band 79, Paris 1811, S. 90–99 (online).
- Analyse du galbanum. In: Bulletin de Pharmacie. Band 4, Nummer 3, 1812, S. 97–102 (online).
- Examen chimique de quelques substances colorantes de nature résineuse. In: Bulletin de Pharmacie et des Sciences Accessoires. Band 6, Nummer 10, 1814, S. 432–453 (online).
- Réflexions sur le tannin, et sur quelques combinaisons nouvelles de l’acide gallique avec des substances végétales. In: Annales de Chimie, ou Recueil de Mémoires concernant la Chimie. Band 87, Paris 1815, S. 103–108 (online).
- Additions A une note sur l’acide gallique, insérée dans le dernier no des Annales. In: Annales de Chimie, ou Recueil de Mémoires concernant la Chimie. Band 87, Paris 1815, S. 218–219 (online).
- Memoire sur la gomme d’olivier In: Journal de Pharmacie et des Sciences Accessoires. Band 2, Nummer 8, Paris 1816, S. 337–343 (online).
- Sur la matière verte des feuilles. In: Journal de Pharmacie et des Sciences Accessoires. Band 3, Nummer 11, Paris 1817, S. 486–491 (online). – mit Joseph Bienaimé Caventou
- Sur la matière verte des feuilles. In: Annales de Chimie et de Physique. Band 9, Paris 1818, S. 194–196 (online). – mit Joseph Bienaimé Caventou
- Recherches chimiques et physiologiques sur l’ipécacuanha In: Journal de Pharmacie et des Sciences Accessoires. Band 3, Nummer 4, Paris 1817, S. 145–164 (online). – mit François Magendie
- Note sur la cafeine. In: Journal de Pharmacie et des Sciences Accessoires. Band 12, Nummer 5, Paris 1826, S. 229–233 (online).
- Examen chimique des produits provenant du traitement de la résine pour l’éclairage au gaz (Premier Mémoire). In: Annales de Chimie et de Physique. Band 67, Paris 1838, S. 269–303 (online). – mit Philippe Walter